# ビーフストロガノフ (曲)
「ビーフストロガノフ」は、2014年2月～3月に、NHKの音楽番組『みんなのうた』で放送された楽曲。作詞・作曲：タカハシペチカ、編曲・歌：ショピン。

## 概要
ロシア料理「ビーフストロガノフ」を食べたことのない少年が妄想と憧れをひたすら続け、見かねた少年の母親が夕ご飯に「ビーフストロガノフ」を作り、初めて食べて感動するという歌である。
曲の構成はロシア民謡風のメロディに歌い始めからサビまで少年の妄想に合わせて段々テンポが上がっていき、ラストは「ボルシチ、ピロシキ、ビーフストロガノフ」を早口で4回連呼して終わる。
映像は大橋弘典のアニメ、イラストはお笑いコンビ麒麟の川島明が担当した。
放送後反響のあった楽曲の一つで、放送期間終了直後の「みんなのうたお楽しみ枠」にて再放送。以降不定期に再放送されている。